# Elymnias rileyi
Elymnias rileyi är en fjärilsart som beskrevs av Corbet 1933. Elymnias rileyi ingår i släktet Elymnias och familjen praktfjärilar. Inga underarter finns listade i Catalogue of Life.